# Vitório Piffero
Vitorio Carlos Costi Piffero (Porto Alegre, 11 de abril de 1953) é um engenheiro civil, ex-presidente e dirigente esportivo do Sport Club Internacional.

## Biografia
Piffero nasceu em Porto Alegre em 11 de abril de 1953. É formado em engenharia civil pelo Colégio de Aplicação da Universidade Federal do Rio Grande do Sul.

### O início de Piffero no Internacional
Assumiu a presidência do clube no biênio 2007/2008 no lugar de Fernando Carvalho, que comandou o Internacional entre 2002 a 2006. Também foram empossados o primeiro vice-presidente Pedro Affatato e o segundo vice-presidente Mário Sérgio Martins, além de mais 10 vice-presidentes, o secretário-geral, o ouvidor e o sub-ouvidor (clique aqui e veja a lista dos novos dirigentes). Entre seus títulos mais importantes estão a Copa Sul-Americana de 2008 e a Copa Libertadores de 2010.
Foi eleito novamente presidente do Internacional para o biênio 2015/2016. Vitorio Piffero foi o preferido da maioria dos 21.292 (20.978 válidos) sócios que votaram neste sábado, de forma presencial, no Gigantinho, ou pela internet. O candidato da oposição, pela Chapa 2, conseguiu 15.051 votos (71,75%), enquanto Marcelo Medeiros, da Chapa 1, da situação, teve 5.927 votos (28,25%).
Em sua segunda passagem como presidente do Internacional, Vitorio Piffero não foi tão vitorioso, com conquistas apenas no âmbito estadual. Com a crise instaurada em 2016, o clube gaúcho foi rebaixado pela primeira vez no Campeonato Brasileiro.

## Controvérsias

### Investigado pelo Ministério Público
Piffero foi investigado por suspeita de organização criminosa no comando do Internacional. O Ministério Público do Rio Grande do Sul citou diversos crimes nas principais esferas da administração do clube gaúcho em 2015 e 2016.  Segundo as investigações, mais de 9 milhões de reais foram desviados em obras no entorno do Estádio Beira-Rio, se utilizando de notas fiscais frias. Ao todo, mais de 13 milhões de reais foram desviados dos cofres do clube durante a gestão 2015/2016.
Em 4 de março de 2024, Piffero foi condenado a dez anos e seis meses de prisão pela 2ª Vara Estadual de Processo e Julgamento dos Crimes de Organização Criminosa e Lavagem de Dinheiro, pelos crimes de estelionato e organização criminosa, após as investigações do Ministério Público. Ele também terá de ressarcir os valores desviados do clube.

### Exclusão do quadro social do clube
O Comitê de Ética do Conselho Deliberativo do Internacional decidiu, em 13 de maio de 2019, pela exclusão do ex-presidente Vitorio Piffero e do ex-vice-presidente de finanças Pedro Affatato do quadro social do clube. Os dois recorreram da decisão e, no dia 22 de maio de 2020, foram definitivamente expulsos do quadro de associados do Internacional.

## Títulos

### Como presidente do Internacional
- Recopa Sul-Americana: 2007
- Copa Dubai: 2008
- Campeonato Gaúcho: 2008, 2009, 2015 e 2016
- Copa Sul-Americana: 2008
- Copa Suruga Bank: 2009
- Copa Libertadores da América: 2010
- Recopa Gaúcha: 2016

### Como vice-presidente de futebol do Internacional
- Campeonato Gaúcho: 2003, 2004 e 2005
- Copa Libertadores da América: 2006
- Copa do Mundo de Clubes da FIFA: 2006